# Ріксу (озеро)
Рі́ксу (ест. Riksu laht, Riksu järv) — природне озеро в Естонії, у волостях Ляене-Сааре та Салме повіту Сааремаа.

## Розташування
Ріксу належить до Західно-острівного суббасейну Західноестонського басейну.
Озеро лежить між селами Ріксу (Ляене-Сааре) та Лагетаґузе (Салме).
Акваторія водойми входить до складу заказника «Узбережжя Ріксу» (Riksu ranniku hoiuala).

## Опис
Ріксу — прибережне галотрофне озеро. Струмок Ріксу (Riksu jõgi) з'єднує озеро з заводдю Пяеніске (Pääniske lõugas).
Загальна площа озера становить 45,6 га, площа водної поверхні — 43,6 га, площа 5 островів на озері — 2 га. Довжина озера — 1 250 м, ширина — 550 м. Найбільша глибина — 1,5 м, середня глибина — 1 м. Довжина берегової лінії — 5 175 м. Площа водозбору — 46,4 км². Обмін води відбувається 22 рази на рік.